# Sharon Jones
Sharon Jones (Nova Iorque, 4 de maio de 1956 — Cooperstown, 18 de novembro de 2016) foi uma cantora estadunidense de soul e funk e vocalista principal da banda Sharon Jones & The Dap-Kings, uma banda de soul e funk baseada no Brooklyn, Nova York. Jones alcançou sucesso relativamente tarde na vida, lançando seu primeiro disco aos 40 anos. Em 2014, Jones foi indicada pela primeira vez ao prêmio Grammy, na categoria Best R&B Album, por Give the People What They Want. Morreu em 18 de novembro de 2016, aos 60 anos, devido a um câncer pancreático.

## Início de vida
Jones nasceu em Augusta, Geórgia, filha de Ella Mae Price Jones e Charlie Jones, vivendo na vizinha North Augusta, Carolina do Sul. Jones era a caçula de seis filhos; seus irmãos são Dora, Charles, Ike, Willa e Henry. A mãe de Jones criou os quatro filhos de sua irmã falecida, além de seus próprios filhos. Ela mudou a família para Nova York quando Sharon era uma criança pequena. Quando crianças, ela e seus irmãos imitavam frequentemente o canto e a dança de James Brown. Sua mãe conhecia Brown, que também era de Augusta.
Jones cresceu no bairro Bedford Stuyvesant, no Brooklyn, Nova York. Em 1975, ela se formou na Thomas Jefferson High School, no Brooklyn. Ela frequentou o Brooklyn College.

## Carreira

### Início de carreira
Uma mera cantora de gospel na igreja, durante o início dos anos 1970, Jones participava frequentemente de shows de talentos acompanhada por bandas locais de funk. Ela também fez trabalhos de sessão como vocalista de apoio, muitas vezes creditada como Lafaye Jones. Na ausência de um contrato de gravação como cantora solo, passou muitos anos trabalhando como agente penitenciária em Rikers Island e como guarda de carro-forte para a Wells Fargo. Sua carreira teve uma reviravolta em 1996, quando apareceu em uma sessão de gravação apoiando a lenda do soul e deep funk Lee Fields.
A sessão foi organizada por Gabriel Roth e Philippe Lehman, então proprietário da agora extinta gravadora francesa Pure Records. Jones foi a única das três cantoras chamadas para a sessão a aparecer. Tendo completado todas as partes de apoio sozinha, Roth e Lehman ficaram devidamente impressionados com sua apresentação e gravaram "Switchblade", uma faixa solo com Jones. Esta faixa e "The Landlord" foram incluídas no álbum de Soul Providers, Soul Tequila, lançado por Lehman na Pure por volta de 1996. O Soul Providers - com membros das bandas do Brooklyn Antibalas e The Mighty Imperials - posteriormente formaram os Dap-Kings, que se tornaram a banda de apoio regular de Jones.
Lehman e Roth fundaram uma nova gravadora no Brooklyn, Desco Records, também extinta agora. Soul Tequila foi relançado como Gimme the Paw, omitindo "The Landlord", mas mantendo "Switchblade". Jones gravou e lançou três singles de 45 rpm para a Desco: "Damn It's Hot" parte 1 com parte 2 no lado B, "Bump N Touch" parte 1 com "Hook and Sling Meets the Funky Superfly" no lado B (um medley de faixas de Eddie Bo e Bobby Williams), e "You Better Think Twice" com "I Got the Feeling" no lado B (um cover de James Brown). Os singles chamaram atenção entre colecionadores de soul e funk de 45 rpm, especialmente porque nos primeiros dias da Desco Records alguns colecionadores podiam acreditar que eram originais dos anos setenta, pois não tinham data. Esses singles foram lançados também em um CD compilação, Desco Funk 45' Collection, com faixas de outros artistas da Desco. A Desco estabeleceu uma reputação firme entre entusiastas. A Desco continuou lançando singles de 45 rpm e LPs de Lee Fields, Sugarman 3, Daktaris e Mighty Imperials, além de outra compilação de funk 45s. O álbum dos Mighty Imperials foi o último lançamento da Desco, e Lehman e Roth se separaram em 2000. Lehman fundou outra gravadora independente, Soul Fire Records, também extinta. Roth fundou a Daptone Records com o saxofonista Neal Sugarman do Sugarman 3.

### Deptones Records
Lançada com o sucesso da Desco Records, a primeira gravação da Daptone Records foi um álbum completo de Sharon Jones. Uma nova banda, os Dap-Kings, foi formada a partir dos antigos membros de Soul Providers e dos Mighty Imperials. Alguns dos músicos passaram a gravar para o selo Soul Fire de Lehman, enquanto outros formaram a Budos Band, uma banda de Afro-beat. De Soul Providers originais, Roth (também conhecido como Bosco Mann) no baixo, o guitarrista e MC Binky Griptite, o percussionista Fernando Velez, o trompetista Anda Szilagyi e o organista Earl Maxton se juntaram ao saxofonista original dos Mighty Imperials, Leon Michels, e ao baterista Homer Steinweiss, além de Neal Sugarman do Sugarman 3, para formar os Dap-Kings.

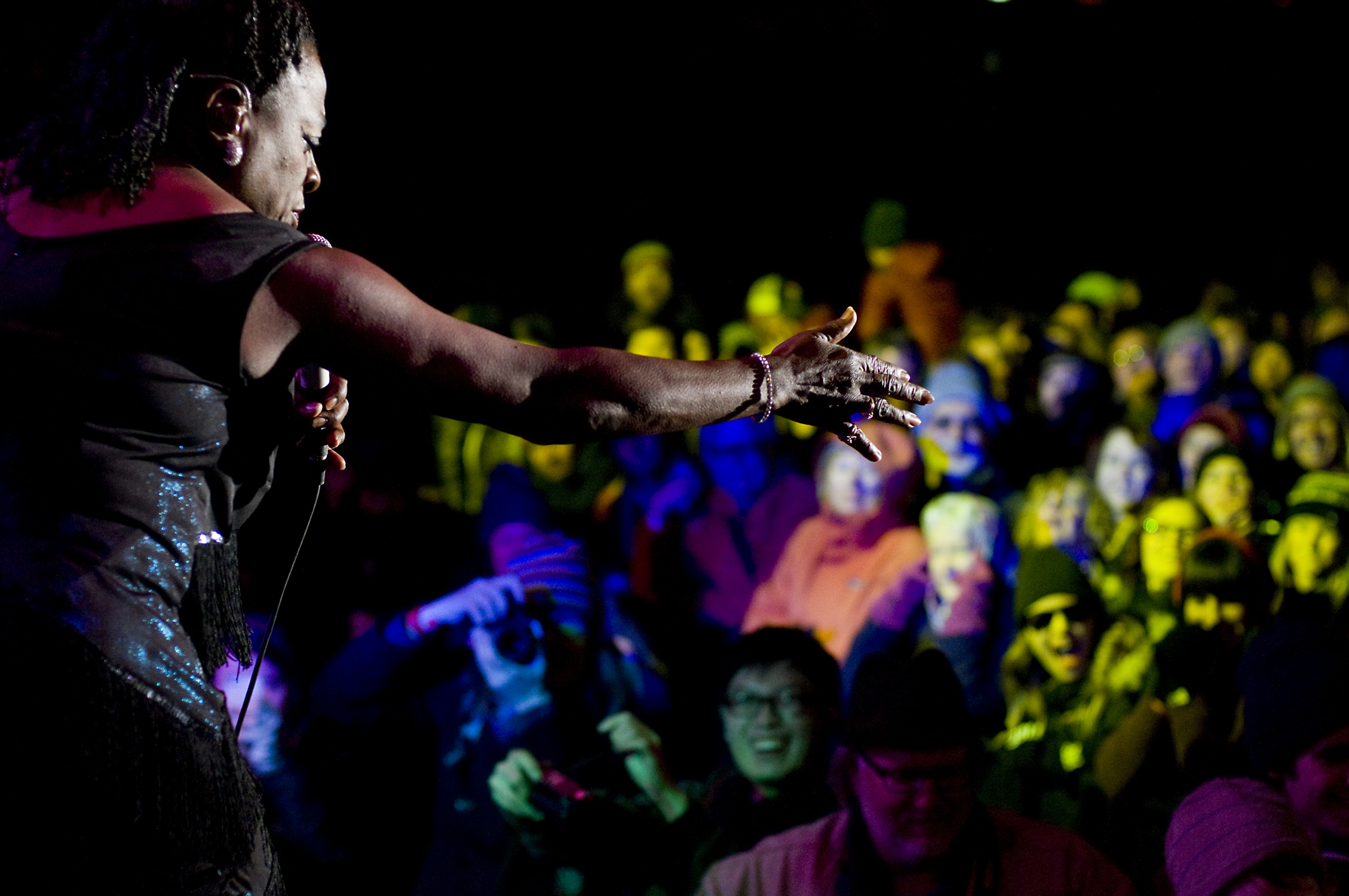
Sharon Jones & the Dap Kings foram a atração principal do Treefort Music Fest em 2013.

Em 2002, sob o nome Sharon Jones & The Dap-Kings, o grupo lançou o álbum Dap Dippin' with Sharon Jones and the Dap-Kings, pelo qual receberam atenção e aclamação imediatas de entusiastas, DJs e colecionadores. Com mais três álbuns lançados, Naturally (2005), 100 Days, 100 Nights (2007) e I Learned the Hard Way (2010), são vistos por muitos como a vanguarda de um renascimento do soul e funk.
Em 2015, durante uma entrevista à Billboard sobre sua indicação ao Grammy, Jones discutiu seu compromisso com a Daptone Label, uma empresa independente. Ela destacou a liberdade artística e o compromisso com a banda.

### Filme
Jones teve um pequeno papel no filme de 2007 The Great Debaters, estrelado por Denzel Washington e Forest Whitaker, no qual interpretou Lila, uma cantora de juke joint. Sua apresentação de "That's What My Baby Likes", de Lucille Bogan, é apresentada no filme, e covers adicionais de Jones de músicas dos anos 1930 estão incluídos na trilha sonora do filme. Em 2015, um documentário intitulado Miss Sharon Jones!, dirigido por Barbara Kopple, estreou no Festival Internacional de Cinema de Toronto.

### Colaborações
- 2007: Ela se apresentou em turnê com Lou Reed, embora sua participação em The Great Debaters tenha feito Jones recusar uma temporada como cantora de apoio para o show ao vivo de outono de 2007 de Reed baseado no álbum Berlin.[15] Ela interpretou uma música na colaboração de David Byrne e Fatboy Slim, Here Lies Love.[24]

- 2009: Jones cantou como vocal de apoio para o Phish durante sua apresentação de Halloween de 2009 do álbum Exile on Main St. de Rolling Stones, no Festival 8, em Indio, Califórnia.[25]
- 2009: Jones fez um dueto de "Baby (You've Got What It Takes)" com Michael Bublé em seu álbum Crazy Love de 2009.[26]

- 2013: Jones & The Dap-Kings se apresentaram em um carro alegórico durante o 87º desfile anual do Dia de Ação de Graças da Macy's.[27]

- 2015: Jones interpretou "Wade in the Water" no programa de televisão da BBC, Reginald D Hunter's Songs of the South, apresentado por Reginald D. Hunter.[28]

- 2016: Jones interpretou a canção "100 Days, 100 Nights" do álbum homônimo nas cenas finais da série de TV da Marvel, Luke Cage, na Netflix. Jones e sua banda foram mostradas se apresentando ao vivo em um clube noturno de Harlem central para um dos principais arcos narrativos da série.[29]

## Influências
Sharon Jones, às vezes chamada, especialmente no início de sua carreira renascente, de a "James Brown feminina", foi influenciada por uma ampla gama de artistas, incluindo James Brown, Sam Cooke, Aretha Franklin, Ella Fitzgerald, Thom Bell, Otis Redding, Ike & Tina Turner, Marva Whitney e todos da Motown. Além disso, Jones citou artistas mais contemporâneos como Michael Jackson, Prince, Erykah Badu e Beyoncé.

### Vida pessoal
Jones viveu por vários anos com sua mãe na seção Far Rockaway de Queens, Nova York.

### Saúde e morte
Em 2013, foi anunciado que Jones havia sido diagnosticada com câncer de ducto biliar e passou por uma cirurgia, o que a obrigou a adiar o lançamento do quinto álbum do grupo, Give the People What They Want. O diagnóstico foi posteriormente alterado para câncer de pâncreas em estágio II, para o qual Jones passou por cirurgia no fígado e recebeu quimioterapia. A quimioterapia causou queda de cabelo e, por um tempo, ela se apresentou careca, recusando-se a usar perucas.
Durante a exibição de seu documentário no Festival Internacional de Cinema de Toronto de 2015, Jones revelou que seu câncer havia retornado e que ela passaria por quimioterapia novamente. Ela sofreu um derrame enquanto assistia aos resultados das eleições presidenciais dos Estados Unidos em 2016 e outro no dia seguinte. Jones permaneceu alerta e lúcida durante o período inicial de sua internação, atribuindo seu derrame ao estresse da vitória de Donald Trump nas eleições.
Sharon Jones faleceu em razão do avanço do câncer, em 18 de novembro de 2016, em Cooperstown, Nova York, aos 60 anos.

## Discografia

### Álbuns
- 2002: Dap Dippin' with Sharon Jones and The Dap-Kings
- 2005: Naturally
- 2007: 100 Days, 100 Nights
- 2010: I Learned the Hard Way
- 2011: Soul Time!
- 2014: Give the People What They Want
- 2015: It's a Holiday Soul Party
- 2016: Miss Sharon Jones! Soundtrack (coletânea) (2016)
- 2017: Soul of a Woman (póstumo) (2017)

### Singles
- "Damn It's Hot" (1996)
- "Bump N Touch Part 1" b/w "Hook N Sling Meets The Funky Superfly" (1997)
- "You Better Think Twice" b/w "I Got The Feeling" (1998)
- "I'm Gonna Get Ya!" (1999)
- "Got a Thing on My Mind" b/w "Got a Thing on My Mind (Instrumental)" (2001)
- "Make It Good to Me" b/w "Casella Walk" (2002)
- "Got to Be the Way It Is" b/w "Got to Be the Way It Is Part 2"  (2002)
- "Pick It Up, Lay It in the Cut" b/w "Hard Eight" (2002)
- "Genuine" b/w "Genuine Part 2" (2004)
- "What If We All Stopped Paying Taxes" b/w "This Land Is Your Land" (2004)
- "How Do I Let a Good Man Down?" b/w "My Man Is a Mean Man" (2005)
- "I Just Dropped In to See What Condition My Condition Is In" b/w "I Just Dropped In to See What Condition My Condition Is In (Instrumental)" (2007)
- "I'm Not Gonna Cry" b/w "Money Don't Make the Man" (2007)
- "100 Days, 100 Nights" b/w "Settling In"  (2008)
- "How Long Do I Have to Wait For You? (Ticklah Remix)" b/w "How Long Do I Have to Dub For You?" (2008)
- "Ain't No Chimneys in the Projects" b/w "Ain't No Chimneys in the Projects (Instrumental)" (2009)[43]
- "Holiday Breakdown" with Binky Griptite (2010)
- "Day Tripper" b/w "Money" (2010)
- "When I Come Home" b/w "When I Come Home (Instrumental)" (2011)
- "Better Things" b/w "Window Shopping" (2011)
- "He Said I Can" b/w "It Hurts to Be Alone" (2011)